# Rutger VI van Boetzelaer
Rutger VI van Boetzelaer, heer van Asperen, Langerak en Carnisse (1534-1604) was een Gelders edelman die deelnam aan de Nederlandse Opstand.

## Leven
Hij was een zoon van Wessel VI van Boetzelaer (1500-1575) en Françoise van Praet (ca. 1505-1562). Hun domein was een oord voor wederdopers en reformatoren. Door zijn huwelijk met Agnes van Belle (1535-1612) keerde Rutger zich helemaal af van het katholicisme. In de zomer van 1564 waren ze op bezoek bij zijn zus Catharina van Boetzelaer in Aalter. Hun gedrag daar en ook in Middelburg leidde tot een onderzoek naar ketterij door het college van het Brugse Vrije.
In 1566 werd Boetzelaer lid van het Eedverbond der Edelen, wat hem en zijn vrouw op eeuwige verbanning door de Raad van Beroerten kwam te staan. Met hun twee kinderen weken ze uit naar Keulen. Hij correspondeerde met Willem van Oranje en keerde in 1572 in zijn dienst terug naar het opstandige Holland en Zeeland.
De prins belastte Boetzelaer met een zending naar koningin Elizabeth I van Engeland, maar hij verkreeg geen toegang. In 1574 werd hij gedurende enkele maanden gouverneur van Gorinchem en nam hij deel aan vredesonderhandelingen met de Spanjaarden. In 1576 was hij betrokken bij het implementeren van de Unie van Dordrecht en bij de gesprekken die leidden tot de Pacificatie van Gent. Drie jaar later werkte hij mee aan de Unie van Utrecht. In 1581 had hij de hand in de overdracht van de 'hoogste overheid' aan Willem van Oranje en in 1584 in zijn erkenning als graaf van Holland. Zijn hoge positie aan het hof van de nieuwe dynastie kwam zijn kinderen ten goede. In 1589-1590 zetelde hij namens de ridderschap in de Staten-Generaal.

## Familie
Met Agnes van Belle had Rutger van Boetzelaer zes kinderen:
- Rutger Wessel VII van Boetzelaer (ca. 1560-1632), heer van Asperen en Merwede, getrouwd met Amelie van Marnix van Sint-Aldegonde en met twee andere vrouwen
- Werner Adolf van Boetzelaer (ca. 1560)
- Hester van Boetzelaer (ca. 1565)
- Gideon van Boetzelaer (1569-1634), heer van Langerak, diplomaat, getrouwd met Johanna van Pallant en met Louise de Clermont d'Amboise
- Cornelia van Boetzelaer (1570-1621)
- Margaretha Elburg van Boetzelaer (1573-1638), getrouwd met Charles de Chéridos en met Théodore de Mayerne.[2]

## Voetnoten
1. ↑  Alastair Duke en Jacob de Jonge, "An Enquiry into the Troubles in Asperen, 1566-1567" in: Bijdragen en Mededelingen van het Historisch Genootschap, 1968, p. 207-227
2. ↑  Hugh Redwald Trevor-Roper, Europe's Physician. The Various Life of Sir Theodore de Mayerne, 2006, p. 110

- Biografisch Portaal: 06625567
- Digitale Bibliotheek voor de Nederlandse Letteren: boet048
- Gemeinsame Normdatei: 100047777
- Virtual International Authority File: 120696049